# Prärieteufel
Prärieteufel (Originaltitel: The Thundering Herd) ist ein US-amerikanischer Stummfilmwestern aus dem Jahr 1925 von William K. Howard mit Jack Holt, Lois Wilson und Noah Beery sr. in den Hauptrollen. Das Drehbuch basiert auf dem Roman The Thundering Herd von Zane Grey.

## Handlung
1876 versammelt sich eine Gruppe von Büffeljägern in Spragues Handelsposten und wird von Tom Doan begleitet, der gerade von einer Farm in Kansas gekommen ist. In dem Posten lernt Tom Milly Fayre kennen und verliebt sich in sie. Sie ist die Stieftochter von Randall Jett, dem Anführer einer Bande berüchtigter Gesetzloser, die sich ihren Lebensunterhalt mit Überfällen auf Büffeljäger verdienen.
Milly und Tom werden getrennt, während es zu einem Indianeraufstand kommt, der durch das verantwortungslose Abschlachten der Büffelherden durch weiße Abenteurer ausgelöst wird. Jett wird von seinen eigenen Männern getötet, Milly entkommt und versucht, in die Zivilisation zurückzukehren. Sie wird von einer Gruppe feindlicher Indianer verfolgt und fällt vor einer Herde panischer Büffel vom Pferd. Tom rettet sie. Die Büffeljäger bezwingen die Indianer und Tom und Milly kehren in die Zivilisation zurück.

## Hintergrund
Für Tim McCoy war es das Spielfilmdebüt. Er arbeitete als technischer Berater für Famous Players-Lasky. Durch seine Kontakte zu Indianerbeauftragten der Reservate konnte erreicht werden, dass indianische Darsteller engagiert wurden.
Archie Stout arbeitete als Kamera-Assistent. Henry Hathaway, Regisseur der Second Unit, drehte 1933 für Paramount ein Remake.
Am 7. März 1925 erschien der Film in den US-Kinos.
Da keine Kopien der sieben Filmrollen existieren, gilt der Film als verschollen.

## Kritiken
Mordaunt Hall von der The New York Times nannte das Werk eine kraftvolle Leistung. Was die starken Sequenzen betrifft, sei es ein Kunstwerk. Es sei ein Film, der das Blut jedes amerikanischen Jungen in Wallung bringe. Aber als Erzählkunst sei dieser Film nicht besonders gut, da er angestrengt sei und die Untertitel nicht immer so hilfreich seien, wie sie sein könnten.

## Auszeichnungen
Der Film wurde 1925 mit dem Photoplay Award als bester Film des Monats April ausgezeichnet.